# Thỏ lùn
Thỏ lùn (danh pháp hai phần: Brachylagus idahoensis) là một loài động vật có vú trong họ Leporidae, bộ Thỏ. Loài này được Merriam mô tả năm 1891.

## Hình ảnh

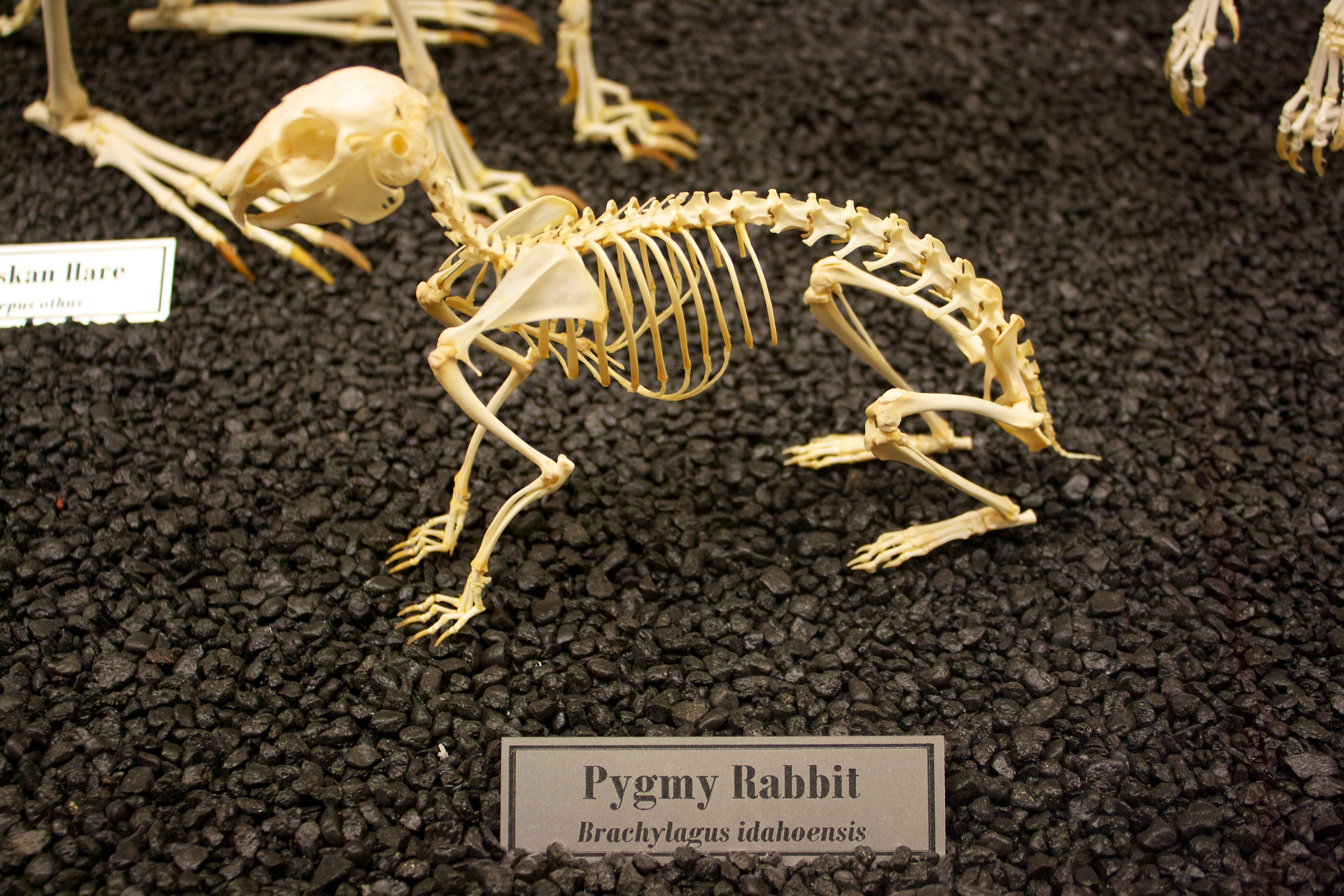
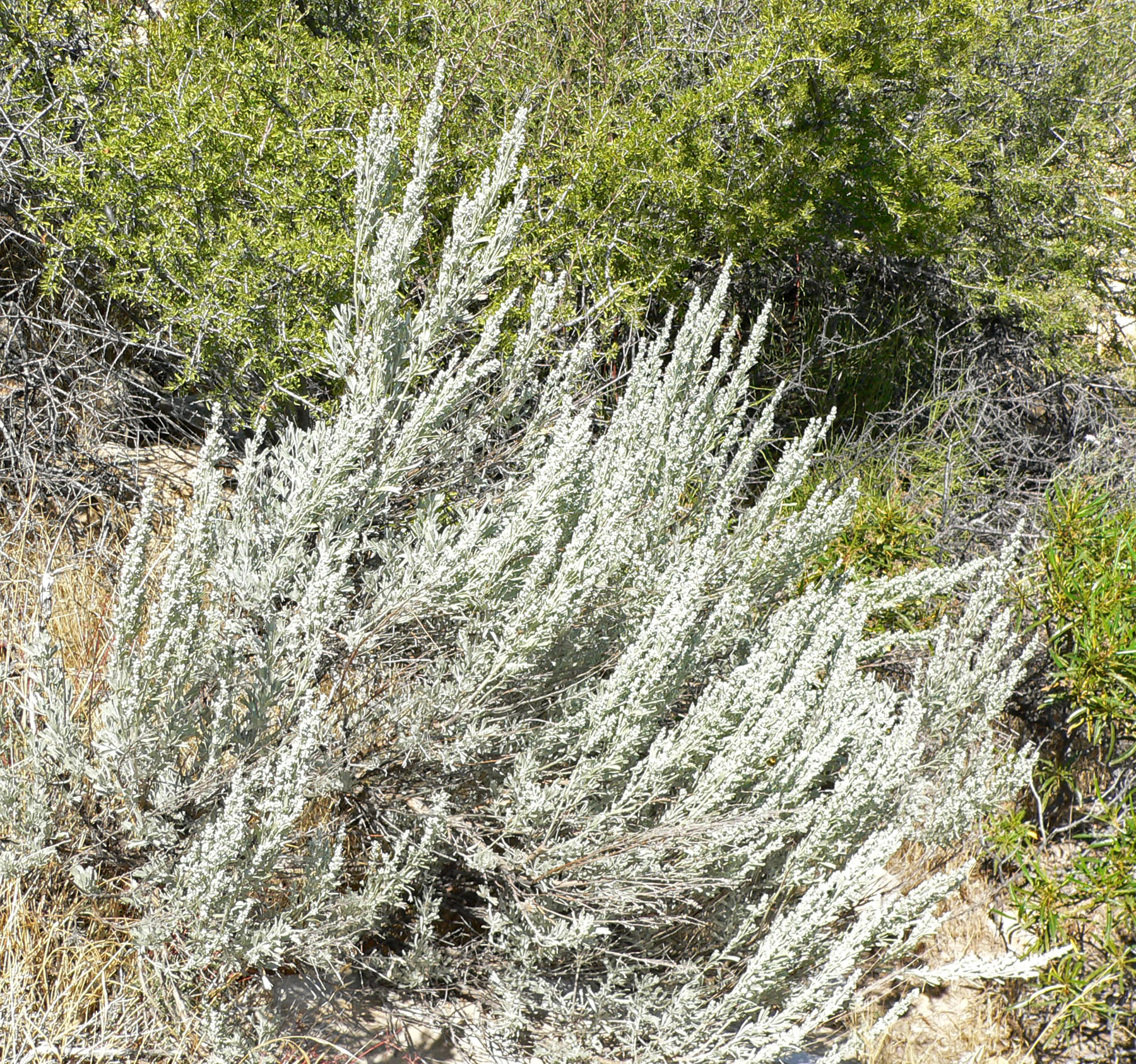
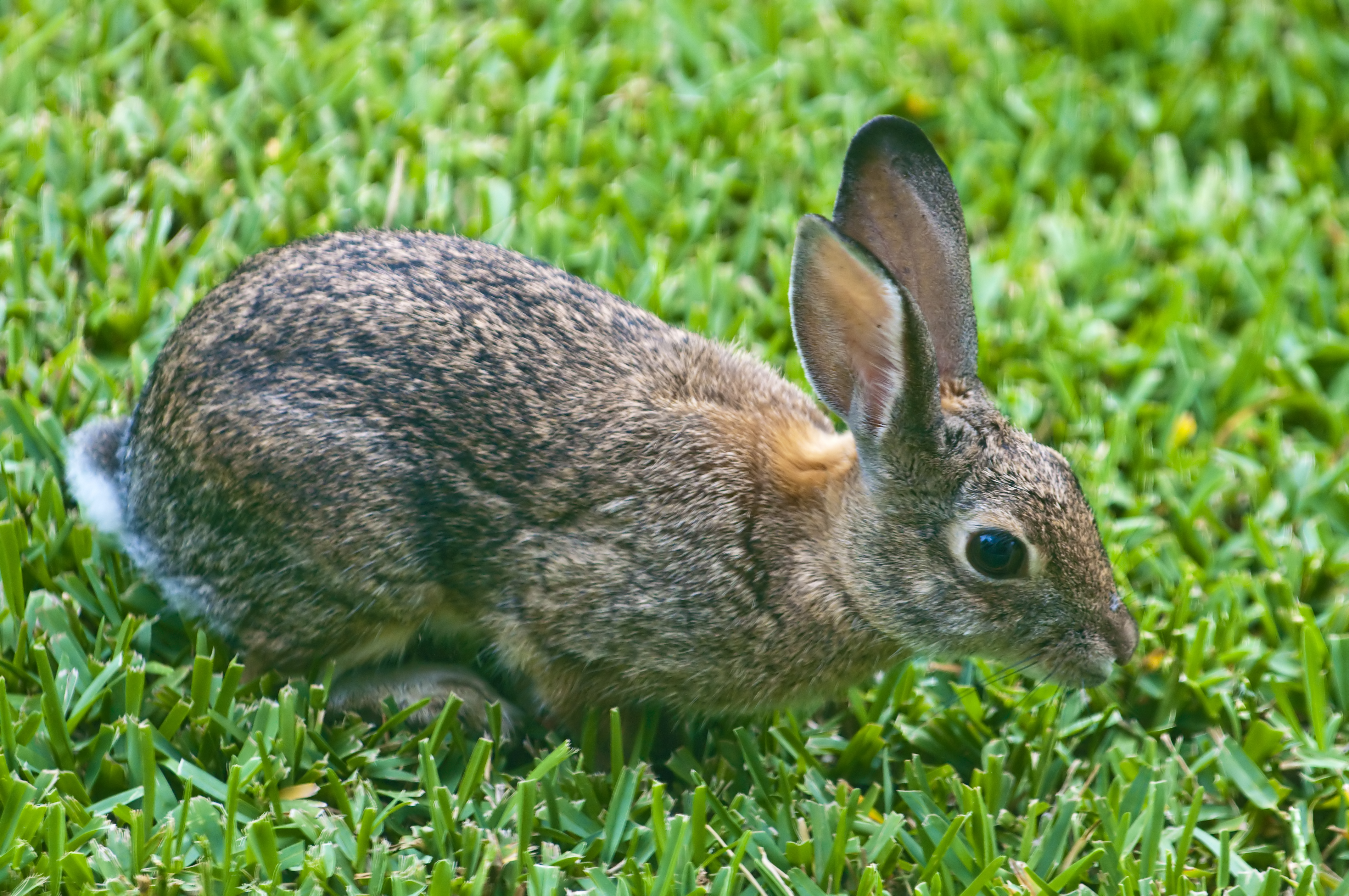